# Jeep Trailhawk
O Trailhawk é um protótipo de utilitário esportivo da Jeep.